# Veia testicular
Veia testicular é a veia que drena o sangue dos testículos para a veia cava inferior, ou para uma das suas tributárias, é homologa da artéria testicular correspondente.
A direita geralmente vai finalizar na veia cava inferior. A esquerda, ao contrário da direita, vai finaliza na veia renal esquerda.
Têm origem na parte posterior do testículo, e recebem tributárias do epidídimo; unem-se para dar origem ao plexo pampiniforme, que constitui a maior massa do cordão espermático. Os vasos que constituem este plexo são bastante numerosos e tem um percurso ascendente, percorrendo a parte anterior do canal deferente.
Unem-se abaixo do anel inguinal profundo, para dar origem a 3 ou 4 veias, que passam o canal inguinal, e entram no abdómen através do anel inguinal superficial, coalescem para formar duas veias que percorrem o músculo psoas atrás do peritoneo, acompanhando uma de cada lado a artéria espermática. Unindo-se depois para formar uma única veia(- Veia testicular). A do lado direito vai finalizar na veia cava inferior, fazendo com esta um ângulo agudo. Enquanto a esquerda vai finalizar na veia renal esquerda, formando com esta um ângulo recto.
A veia espermática esquerda, passa posteriormente ao cólon ilíaco, e portanto está exposta a pressões por parte do conteúdo dessa zona do cólon.

## Patologia
Como a veia testicular esquerda acaba por drenar-se somente na veia renal esquerda, isso resulta em uma maior tendência do testículo esquerdo em desenvolver varicocele, devido à força gravitacional que atua mais intensamente na coluna de sangue nesta veia.